# Музей Тоттори
Музей Тоттори (яп. 鳥取県立博物館) — музей, посвященный истории, фольклору и наукам префектуры Тоттори.
С 1949 года музейная экспозиция, посвященная истории префектуры Тоттори, располагалась в исторической резиденции Дзинпукаку. В 1972 году музей переехал в современное здание, построенное по проекту известного архитектора Кунио Маэкавы. Музей расположен в городе Тоттори в непосредственной близости от резиденции Дзинпукаку и руин замка Тоттори.
В музее Тоттори находятся коллекции, посвященные естественной истории, природе, искусству, истории и фольклору префектуры Тоттори.